# Taiten Kusunoki
Taiten Kusunoki (楠 大典?, Kusunoki Taiten), pseudonimo di Daisuke Fukuda (福田 大典?, Fukuda Daisuke; Machida, 18 marzo 1967), è un doppiatore giapponese che lavora per la Miki Productions.

## Doppiaggio

### Serie televisive
- 86 - Eighty-Six (Adleheit Reff)
- Bleach (Edrad Leones, Zommari Leroux)
- ClassicaLoid (Bach)
- Digimon Savers (Commander Rentarō Satsuma)
- Dragon Ball Kai (Nail)
- Eyeshield 21 (Mamoru Banba, Onihei Yamamoto)
- Fuuto PI (Kuya Kagamino)
- Gargoyles - Il risveglio degli eroi (Golia (Keith David)
- Gunslinger Girl (Marchello)
- HeartCatch Pretty Cure! (Professor Sabaku)
- Hunter × Hunter (2011) (Morel McCarnathy)
- Idaten Jump (Head guard)
- Justice League Unlimited (John Stewart/Green Lantern (Phil LaMarr))
- Kaiji (Blacksuit A)
- Kaze no Yojimbo (Sergeant)
- Ken il guerriero: Le origini del mito (Charles de Guise)
- Kengan Ashura (Muteba Gizenga)
- Kiba (Tusker)
- MAJOR (Yokohama Little's Coach)
- Mobile Suit Gundam SEED Destiny (Madd Abes, Shinn's father, President Joseph Copeland, Herbert von Reinhardt)
- Mobile Suit Gundam: The Witch From Mercury (Naji Geor Hija)
- Naruto (Morino Ibiki)
- Neo Angelique (Lord Mathias)
- New Panty & Stocking with Garterbelt (Gominic Torotto)
- Nurarihyon no Mago (Gashadokuro)
- One Piece (Urouge)
- Overlord (Barbro Andrean Ield Ryle Vaiself)
- Power Rangers Lightspeed Rescue (Diabolico)
- PPG Z - Superchicche alla riscossa (Professor Utonium)
- Prince of Tennis (Genichirou Sanada)
- Sonic X (E-102 Gamma)
- Spider-Man: The Animated Series (Doctor Curt Connors/The Lizard (Joseph Campanella), Shocker (Jim Cummings), (altri)
- Spider-Man and His Amazing Friends (Shocker (John Stephenson)
- Superior Defender Gundam Force (Storm Knight Tallgeese)
- Tekken: Bloodline (Heihachi Mishima)
- Tiger & Bunny (Antonio Lopez/Rock Bison)
- Time Stranger Kyoko (Widoshiku)
- Transformers: Robots in Disguise (Black Convoy)
- Transformers: Galaxy Force (Galaxy Convoy)
- Übel Blatt (Schtemwolech)[1]
- Undead Murder Farce (Lestrade)
- Valkyrie Profile 2: Silmeria (Gabriel Celesta)
- Yu-Gi-Oh! Duel Monsters GX (Don Zaloog)
- Yu-Gi-Oh! 5D's (Jin Himuro)

### OVA
- Final Fantasy VII Advent Children (Rude)
- Transformers 2007 (Jazz)

### Film d'animazione
- Bionicle: Mask of Light (Tahu)
- Lupin III VS Detective Conan (Kyle)
- Ralph Spaccatutto (M. Bison)

### Drama CD
- 7 Seeds (Tosei Yanagi)

### Videogiochi
- Anonymous;Code (Kingley Graham)
- Ape Escape (serie): The Pipotron Brothers, Pipotron Creator, Pipotron G, Pipotron Kuratsuku, and Pipotron Meta
- Arknights (Sharp)
- Bloodstained: Ritual of the Night (Alfred)
- Call of Duty: Modern Warfare 3 (Truck)
- Call of Duty: Black Ops 4 (Tank Dempsy)
- Crisis Core: Final Fantasy VII (Rude)
- Crisis Core: Final Fantasy VII Reunion (Rude)
- Crysis (Nomad)
- Dark Chronicle (Borneo, Imperatore Grifone)
- Demon's Souls (Remake) (Apprendista di Freke)
- Devil's Third (Bob)
- Devil May Cry 4: Special Edition (Berial)
- Digimon World Data Squad (Richard Sampson)
- Dragalia Lost (Zhu Bajie)
- Dragon Ball: Raging Blast 2 (Nail)
- Dragon Ball Xenoverse 2 (Nail)
- Dragon Ball Legends (Nail)
- Dragon Ball Z: Kakarot (Nail)
- Dragon Ball: Sparking! Zero (Nail)
- Dynasty Warriors 8 (Lu Su)
- Dynasty Warriors 9 (Lu Su)
- Dynasty Warriors: Origins (Lu Su)
- Etrian Odyssey Untold 2: The Fafnir Knight (Antonio)
- Famicom Detective Club: The Girl Who Stands Behind (Toshio Tazaki)
- Final Fantasy VII Remake (Rude)
- Final Fantasy VII Rebirth (Rude)
- Fire Emblem Warriors: Three Hopes (Conte Bergliez)
- Genshin Impact (Boreas)
- God Eater (Paylor Sakaki)
- Granblue Fantasy (Eso, Killa Taiga)
- Guilty Gear -STRIVE- (Nagoriyuki)
- Hunter × Hunter: Nen × Impact (Morel McCarnathy)
- Hyperdimension Neptunia Victory (Copypaste)
- Hyrule Warriors (Ganondorf)
- Infamous 2 (John White)
- Infinite Undiscovery (Balbagan)
- JoJo's Bizarre Adventure: All Star Battle (Leone Abbacchio)
- JoJo's Bizarre Adventure: Eyes of Heaven (Leone Abbacchio)
- Lost Reavers (Dwayne)
- Mario & Sonic ai giochi olimpici invernali (E-123 Omega)
- Mario & Sonic ai giochi olimpici di Londra 2012 (E-123 Omega)
- Mario & Sonic ai giochi olimpici di Rio 2016 (E-123 Omega)
- Marvel's Spider-Man 2 (Venom)
- Naruto: Ultimate Ninja (Morino Ibiki)
- Neo Angelique Abyss (Mathias)
- One Piece: Pirate Warriors 4 (Urouge)
- Panzer Dragoon Saga (Boaz)
- Panzer Dragoon Orta (Imperial Army)
- PlayStation All-Stars Battle Royale (Emmett Graves)
- Resident Evil HD Remaster (Kenneth J. Sullivan)
- SaGa: Scarlet Grace – Ambitions (Balmaint)
- Sonic Battle (Chaos Gamma)
- Sonic Heroes (E-123 Omega)
- Shadow the Hedgehog (E-123 Omega)
- Sonic the Hedgehog (videogioco 2006) (E-123 Omega)
- Sonic Colours (E-123 Omega)
- Sonic Forces (E-123 Omega)
- Sonic x Shadow Generations (E-123 Omega)
- Star Ocean: Second Evolution (Haniel)
- Star Ocean: Integrity and Faithlessness (General Alma)
- Star Ocean: The Second Story R (Haniel)
- Street Fighter 6 (M. Bison)
- Summon Night Ex-Thesis: Wings of Dawn (Rexeld)
- Summon Night 4 (Sector)
- Super Robot Taisen OG Saga: Endless Frontier (Wahrschein Lichkeit)
- Team Sonic Racing (E-123 Omega)
- Tekken 8 (Heihachi Mishima)
- The King of Fighters: All Star (Original Zero)
- The Last Remnant (Torgal)
- Valkyrie Profile 2: Silmeria (Aaron, Dyn, Farant, Psoron, Zunde)
- Yakuza: Like a Dragon (Juro Horinouchi)
- Xenoblade Chronicles 3 (Cammuravi)